# Рютимейер, Людвиг
Людвиг Рютимейер (нем. Ludwig Rütimeyer; 26 февраля 1825, Биглен — 25 ноября 1895, Базель) — швейцарский зоолог и палеонтолог немецкого происхождения. Член-корреспондент Петербургской Академии наук (1882).
Первоначально изучал богословие в Берне, потом медицину. Жил в Париже, Лондоне и Лейдене, где изучал естественную историю. В 1854 г. поселился в Берне, а в 1855 г. получил место профессора зоологии и сравнительной анатомии в Базеле. Изучал ископаемые фауны Швейцарии и напечатал ряд статей о происхождении некоторых групп млекопитающих.
Важнейшие работы Рютимейера:
- «Versuch einer natürl. Geschichte d. Riades» (1867);
- «Lebende und fossile Schweine» (Б., 1857);
- «Beiträge zur Kenntniss der fossilen Pferde» (Б., 1863 и 1878);
- «Die Rinder der Tertiärepoche» (Берлин, 1878);
- «Crania helvetica» (совместно с Вильгельмом Гисом, 1864);
- «Die Grenzen der Thierwelt» (Базель, 1868);
- «Beiträge zur Naturgeschichte der Hirschfamilie» (Базель, 1882)

и многие другие.